# Shazam (software)
Shazam è un servizio basato sull'identificazione musicale e sviluppato dalla Shazam Entertainment, azienda fondata nel 1999 da Chris Barton, Philip Inghelbrecht, Avery Wang e Dhiraj Mukherjee, con sede a Londra, nel Regno Unito, parte del gruppo Apple dall'11 dicembre 2017.
Shazam utilizza il microfono incorporato nel telefono cellulare per catturare un breve campione di una canzone in riproduzione. Viene quindi creata un'impronta digitale acustica sulla base del campione e confrontata con un database centrale alla ricerca della somiglianza. Se viene trovata la somiglianza, sul display dell'utente vengono mostrate le informazioni sull'artista e il titolo e il testo della canzone sullo sfondo raffigurante il frontespizio dell'album di riferimento. Nelle implementazioni di Shazam sono incorporati i collegamenti a servizi rilevanti come iTunes, YouTube, Spotify o Zune.
Nel settembre 2012 Shazam ha incassato 32 milioni di dollari di finanziamento.

## Caratteristiche
Shazam offre tre tipi di applicazioni: un programma di prova gratuito, semplicemente chiamato Shazam, un programma completo a pagamento chiamato Shazam Encore e la sua versione più recente chiamata (Shazam)RED, lanciata nel 2009.
Il servizio è stato ampliato a settembre 2012 per consentire agli utenti degli Stati Uniti di identificare musica caratteristica e informazioni di accesso e per visualizzare le informazioni online, così come l'aggiunta del social networking.

### Shazam Encore e (Shazam)RED
Alla fine del 2009 Shazam ha lanciato Shazam Encore e ha introdotto un limite di 5 canzoni (tag) al mese per la versione gratuita. Tuttavia, il limite è stato rimosso alla fine del 2011 a seguito di una sperimentazione sui dispositivi Android; a settembre 2012, Shazam ha reintrodotto i banner che elencano le parole "presentato da" quando Shazam codifica spettacoli televisivi. Encore offre un facile accesso a Spotify e Pandora per la riproduzione dei brani codificati.
(Shazam)RED è identico a Shazam Encore per caratteristiche e prezzo (entrambi costano 5,99 €), ma una percentuale del costo di questa versione di Shazam Encore viene devoluto per sostenere la prevenzione contro l'AIDS, nell'ambito della campagna (Product)RED (insieme ad altri marchi come Nike, Apple, American Express, Converse). L'obiettivo della campagna è quello di prevenire la trasmissione del virus HIV da madre a figlio entro il 2013 (il motto della campagna è Fighting For An AIDS Free Generation).

### Dispositivi
Shazam è un'applicazione gratuita o a basso costo per alcuni dispositivi Android, BlackBerry, gli smartphone Nokia, gli Apple iPhone, i dispositivi Windows Phone e la maggior parte dei cellulari Sony Ericsson (da non confondere con il proprio TrackID di Sony Ericsson, che è un'applicazione simile). L'applicazione è simile sulla maggior parte dei cellulari, che a differenza del passato, la risposta non è testuale ma il risultato viene mostrato sullo schermo completo dei dettagli su artista, album, titolo, genere, etichetta discografica, testi, miniatura della canzone o copertina dell'album, link per scaricare il brano su iTunes o sul negozio Amazon MP3. Shazam permette inoltre di accedere al video della canzone su YouTube e dà la possibilità di riprodurre il brano su Apple Music o Spotify.

### Funzionamento
A differenza di altri servizi che permettono di identificare una canzone canticchiata, Shazam funziona analizzando il suono catturato e cercando il brano uguale sulla base di una impronta acustica in un database di oltre 11 milioni di canzoni.

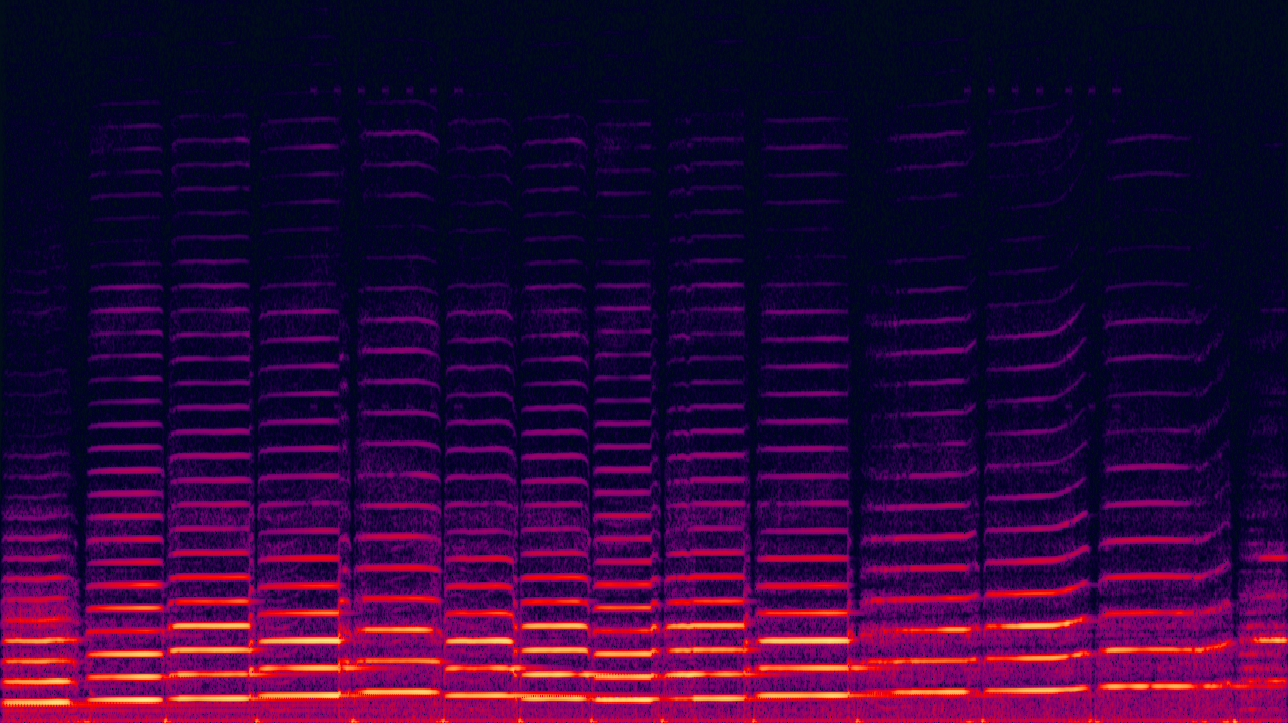
Spettrogramma del suono di un violino.

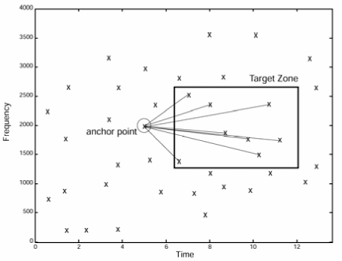
La target zone di una canzone analizzata da Shazam.

Shazam identifica le canzoni confrontando l'impronta digitale dell'audio campione, basato su un grafico tempo-frequenza chiamato spettrogramma.
Shazam memorizza un catalogo di impronte audio digitali in un database. L'utente etichetta (tagga) la canzone per 10 secondi e l'applicazione crea un'impronta digitale audio basata su alcuni dei fulcri dello spettrogramma semplificato e l'area di destinazione tra loro. Questi, per ogni punto dell'area di destinazione, creano un valore che è la combinazione della frequenza a cui si trova il punto di ancoraggio, della frequenza alla quale si trova il punto nella "target zone" e della differenza di tempo tra il punto in target zone e quando il punto di ancoraggio si trova nella canzone.
Una volta creata l'impronta digitale dell'audio, Shazam inizia la ricerca di somiglianze nel database. Se vi è una corrispondenza, l'informazione viene restituita all'utente, altrimenti viene restituito un errore.
Shazam può identificare musica preregistrata trasmessa da qualsiasi sorgente, come ad esempio la radio, la televisione, il cinema o i club, a condizione che il livello di rumore di fondo non sia molto alto, per evitare che un'impronta digitale acustica venga catturata e che la canzone non venga riconosciuta nel database del software.

### Storia
L'azienda è stata fondata nel 1999 da Chris Barton e Philip Inghelbrecht, studenti dell'Università californiana Berkeley. Cercando uno specialista audio, trovarono Avery Wang, dottore della Stanford University. Essi ebbero difficoltà a trovare investitori nella Silicon Valley e così si trasferirono a Londra, in partnership con IDG Ventures. Dhiraj Mukheriee si unì al team di fondatori in quegli anni. Da settembre 2012 Wang è rimasto l'unico dei quattro a rimanere in azienda, Rich Riley, ex dirigente di Yahoo!, è stato nominato Amministratore delegato nel mese di aprile 2012 per preparare l'azienda alla quotazione in borsa. Riley sostituisce Andrew Fisher, che è stato assunto come CEO nel 2005 da Infospace, al fine di rafforzare le partnership industriali e far crescere la base di utenti.
La prima collaborazione fu con la Entertainment UK, che si avvicinò per la digitalizzazione del catalogo musicale di 1.5 milioni di canzoni in cambio del permesso di creare un proprio database privato. Nel momento in cui il servizio è cresciuto tanto da avere utenti in tutto il mondo, bisognava mantenere la sua base di dati aggiornata, per permettere all'azienda di avere rapporti con le etichette a livello globale.
Il 3 aprile 2013, Shazam ha annunciato una partnership esclusiva con Saavn, un servizio di streaming di musica online indiano. L'accordo aggiungerà quasi un milione di canzoni in lingue indiane al database di Shazam.
Il 2 giugno 2014, Apple annuncia una partnership con Shazam, la quale aggiunge ad iOS una funzione di riconoscimento musicale integrata in Siri fornita direttamente da Shazam.
Il 31 luglio 2014, invece, sul Mac App Store compare una versione desktop di Shazam compatibile con macOS. Tale versione si aggiunge a quelle già presenti per Windows, Windows Phone, Android e iOS.
L'11 dicembre 2017, Apple ha annunciato l'acquisizione della società per 400 milioni di dollari.

### I primi giorni del servizio
Il servizio è stato inizialmente lanciato solo nel Regno Unito nel 2002 ed era conosciuto come 2580, in quanto i clienti selezionavano lo "shortcode" dai loro dispositivi mobili per ottenere il riconoscimento delle canzoni. Il telefono si bloccava automaticamente dopo 30 secondi e il risultato veniva inviato all'utente sotto forma di SMS contenente il titolo della canzone e il nome dell'artista. In un secondo momento, il servizio iniziava ad inserire anche un link nel messaggio di testo, per consentire all'utente di scaricare la canzone online.
Shazam è stato lanciato negli Stati Uniti sulla rete wireless di AT&T nel 2004 in un'offerta congiunta con musicphone, un'azienda ormai defunta. Al momento del lancio, il servizio era gratuito con AT&T dicendo che sarebbe costato 0.99 USD per ogni utilizzo futuro.
Nel 2006, gli utenti pagavano 0.60 sterline per chiamata oppure 4.50 sterline al mese per un utilizzo illimitato, oltre a un servizio online per tenere traccia di tutti i tag.

### App per smartphone
I progressi di Shazam sono accelerati con il lancio dell'App Store di Apple. Nel giro di 18 mesi, entro dicembre 2009, Shazam è stato scaricato 10 milioni di volte in 150 paesi per mezzo di 350 operatori di telefonia mobile. Circa l'otto per cento degli utenti ha acquistato la canzone dopo il riconoscimento operato dalla App. Nel gennaio del 2011, Apple ha annunciato che Shazam è stata la quarta app gratuita più scaricata su App Store, mentre la rivale SoundHound è stata la prima applicazione a pagamento per gli iPad.
Shazam per iPhone 2G ha debuttato il 10 luglio 2008, con il lancio dell'App store di Apple. L'app gratuita ha semplificato il servizio consentendo all'utente di aprire iTunes per comprare direttamente il brano, solo se l'acquirente disponeva di una connessione Wi-Fi. All'epoca iTunes non permetteva il download di musica su reti 3G. Era inoltre possibile lanciare l'app di YouTube per iPhone, qualora ci fosse un video disponibile.
Nel 2008 il servizio si è impegnato per identificare la musica classica. In quello stesso anno, Shazam è stato lanciato sulla piattaforma Android. L'applicazione Android era collegata al MP3 store di Amazon al posto di iTunes.
Insieme all'iPhone OS 3 nel luglio 2009, Shazam ha aggiornato la sua applicazione per includere una serie di nuove caratteristiche: l'assegnazione delle coordinate GPS al tag, l'invio del tag come "cartoline" agli altri utenti, consentendo a loro di acquistare la canzone e l'integrazione di Twitter.
L'applicazione è stata lanciata sul Windows Mobile app store nel mese di ottobre 2009 come offerta freemium, con il primo rilascio di Shazam Encore. La versione gratuita limitata a cinque tag al mese: gli utenti in genere taggavano dieci canzoni al mese. Shazam Encore, al prezzo di 3.99 Euro, ha aggiunto diverse funzionalità come la creazione di classifiche di popolarità e raccomandazioni. Encore è approdato su iPhone nel novembre 2009.
I primi ad adottare l'applicazione gratuita sono ancora autorizzati a taggare illimitatamente.
GetJar, uno store di applicazioni per Android, BlackBerry e Symbian, ha aggiunto Shazam nel novembre 2010.
Nel gennaio 2011, Shazam e Spotify hanno annunciato una partnership per iOS e Android per aiutare gli utenti a identificare la musica con Shazam e acquistare brani tramite Spotify.
Mentre Shazam disponeva già dei pulsanti di condivisione per Facebook e Twitter, nel marzo 2011 è stata rilasciata un'integrazione di Facebook più approfondita. Gli utenti di Shazam possono vedere ciò che i loro amici di Facebook hanno taggato, ascoltare i brani e acquistarli.
Con Shazam 5.0, rilasciato nel mese di aprile 2012, l'applicazione inizia l'ascolto non appena viene lanciata e può richiedere un minimo di un secondo per identificare i mezzi di comunicazione. Oltre alla musica, l'app può identificare i programmi televisivi e gli annunci, se abilitati su Shazam.
Nel mese di agosto 2012, Shazam ha annunciato che il servizio era stato utilizzato per etichettare cinque miliardi di canzoni, spettacoli e pubblicità. Inoltre Shazam ha annunciato di avere oltre 225 milioni di utenti in 200 paesi nel mondo. Il mese seguente, il servizio ha affermato di avere più di 250 milioni di utenti con 2 milioni di utenti attivi a settimana.

## App simili
- SoundHound, precedentemente conosciuta come Midomi, identifica le canzoni canticchiate o fischiettate.
- Gracenote's MusicID-Stream ha il vantaggio di avere il più grande database di tutti gli ID musicali (con più di 28 milioni di canzoni).[senza fonte]
- Musipedia è un motore di ricerca musicale che funziona in modo diverso dagli altri perché, invece di utilizzare le tecniche per identificare musica registrata, può identificare i pezzi di musica da una sola melodia o dal ritmo.[senza fonte]
- Play di Yahoo Music.
- Bing music identification.
- Sony TrackID
- Path ha anche componenti di identificazione musicale.[31]
- Google Sound Search

## Causa per violazione di brevetto
Nel maggio 2009, Tune Hunter ha accusato Shazam di aver violato un proprio brevetto (US Patent n. 6941275), riguardante l'identificazione e l'acquisto di musica per un dispositivo mobile.